# Philippe J. Sansonetti

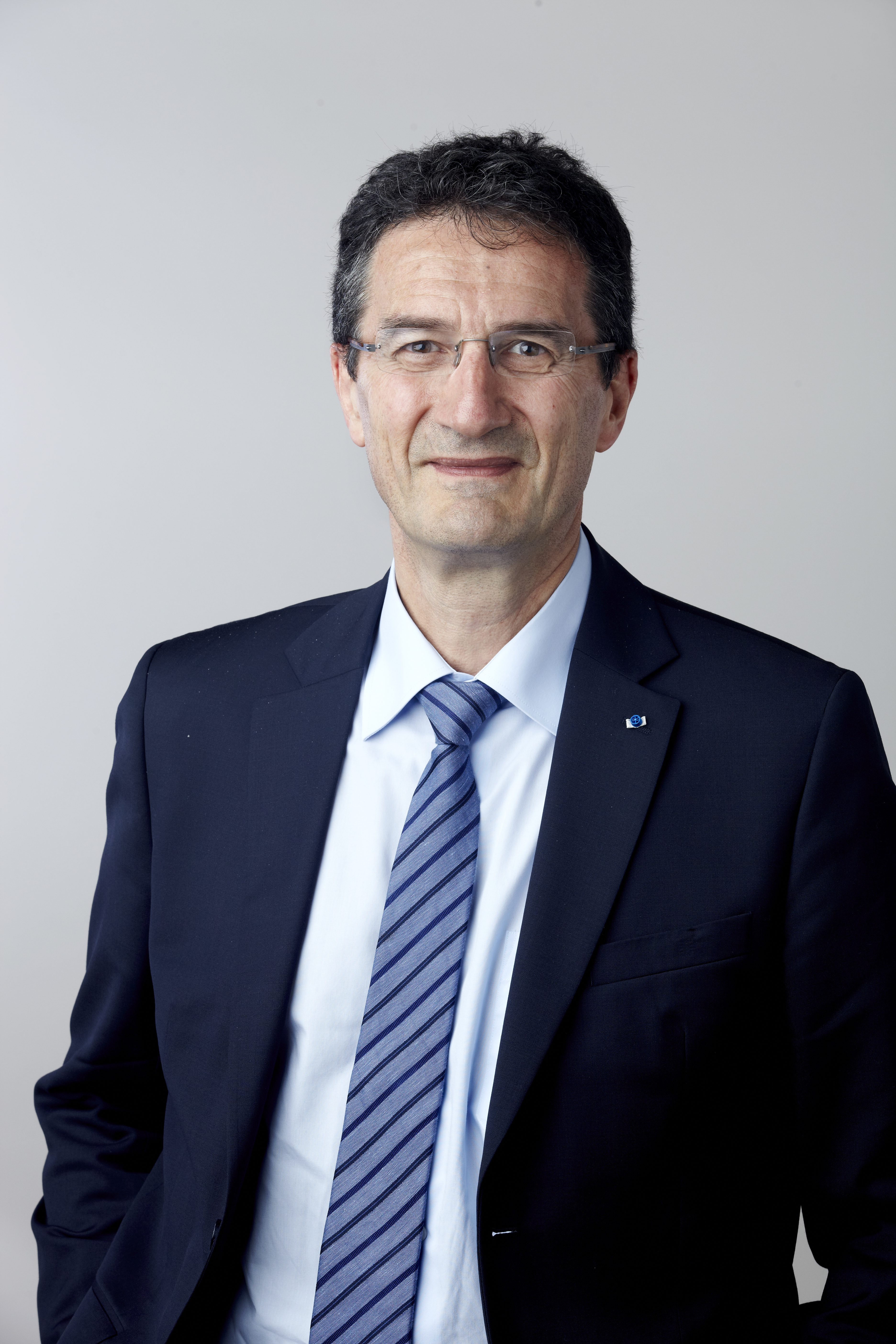
Philippe J. Sansonetti

Philippe Joseph Sansonetti (* 9. April 1949 in Paris) ist ein französischer Mikrobiologe und lehrt am Pasteur-Institut und am Collège de France in Paris. Er ist der Leiter der INSERM Einheit 786 „Mikrobielle Kolonisierung und Invasion der Schleimhaut“ und des Labors „Pathogénie Microbienne Moléculaire“ (Molekulare Mikrobielle Pathogenese).

## Leben
Sansonetti studierte Mikrobiologie, Virologie und Immunologie am Pasteur-Institut und schloss das Biologiestudium an Universität Paris VII 1978 ab. 1979 machte er seinen Medizinabschluss an der Universität Paris VII.
Nach 4 Jahren als Forschungsstipendiat der „Bactériologie Médicale“ (Medizinische Bakteriologie) bei Léon Le Minor absolvierte er in den USA ein Postdoktorat bei Samuel Formal in der Abteilung für Darmkrankheiten am Walter Reed Army Institute of Research, Washington DC.
1981 kehrte er an das Pasteur-Institut zurück und wurde Gruppenleiter der Abteilung für Darmbakterien, bis er 1989 seine eigene Abteilung „Pathogénie Microbienne Moléculaire“ (Molekulare Mikrobielle Pathogenese) gründete. Zwischen 1981 und 1985 war er zudem als Arzt tätig und von 1985 bis 1995 Leiter einer Tagesklinik. Von 1995 bis 1999 und von 2004 bis 2007 war er ärztlicher Direktor der Pasteur-Klinik. Er war Vorsteher der Abteilung für Bakteriologie und Mykologie (1989–1992) und der Abteilung für Zellbiologie und Infektion (2002–2006) des Pasteur Instituts. Philippe Sansonetti hatte mehrere Ämter in der wissenschaftlichen Verwaltung des Inserm inne und war Vorsitzender des „Steering Committee on Diarrheal Diseases Vaccine Development“ in der Weltgesundheitsorganisation.

## Lebenswerk und Preise
Das wissenschaftliche Hauptinteresse von Philippe Sansonetti liegt in der Pathogenese der Ruhr. Seine Arbeit umfasst mehrere Disziplinen der Biologie und der Medizin. Er verfasste wichtige Beiträge zu Molekulargenetik, Zellbiologie, Immunologie und der Entwicklung von Impfstoffen.
Sansonetti zeigte, dass die Virulenz von Shigella auf einem großen Plasmid beruht, das unter anderem ein Sekretionssystem des Typ III (T3SS) kodiert, das für das Eindringen in die Zellen des Darmepithels notwendig ist. Überdies beschrieb er die molekularen Mechanismen, die zu Zellinvasion und intrazellulärer Motilität führen. Er wies nach, dass Shigella Makrophagen durch Pyroptose beseitigt werden. Ferner fand er heraus, dass intrazelluläre Bakterien durch Nod-Proteine erkannt werden, was zur Erzeugung von entzündungsfördernden Zytokinen führt. Er zeigte, dass Shigella T3S-Effektoren produziert, die sowohl die angeborene als auch die adaptive Immunantwort modulieren. Er arbeitet zudem an der Entwicklung eines Impfstoffs, der vor den wichtigsten Shigella-Serotypen schützt.
Prof. Sansonetti ist der Verfasser von über 300 anerkannten Publikationen und war Redakteur mehrerer Fachzeitschriften. Er gehört zu den Gründern der zellulären Mikrobiologie und gründete eine gleichnamige Fachzeitschrift.
Seine wissenschaftlichen Errungenschaften wurden mit zahlreichen Preisen geehrt, darunter:
- Jacques-Monod-Preis für Molekularbiologie
- Louis-Jeantet-Preis für Medizin
- Robert-Koch-Preis
- Lwoff Award von der FEMS.

Er wurde zum Ritter der Ehrenlegion und Offizier des Ordre national du Mérite ernannt. Weiter wurde er zum Mitglied der EMBO (1993), der französischen Académie des sciences (2001), der Academia Europaea (2001), der Deutschen Akademie der Naturforscher Leopoldina (2002), der American Association for the Advancement of Science, der National Academy of Sciences (2012) und zum korrespondierenden Mitglied der Französischen Akademie für Medizin gewählt. Er ist Howard Hughes Medical Institute Wissenschaftler. Seit 2008 hält er die Professur für Mikrobiologie und Infektionskrankheiten an dem Collège de France. 2014 wurde er als auswärtiges Mitglied in die Royal Society aufgenommen.

## Wichtige Publikationen
- P.J. Sansonetti: War and peace at mucosal surfaces. In: Nature Rev. Immunol., 2004, 4, S. 953–964, PMID  15573130.